# ایلیا نایشولر
ایلیا ویکتوروویچ نایشولر (روسی: Илья Викторович Найшуллер)؛ متولد ۱۹ نوامبر ۱۹۸۳ نوازنده و فیلمساز روسی است. وی بنیانگذار گروه مستقل راک روسی Biting Elbows و شرکت تولیدکننده ورسیوس پیکچرز (Versus Pictures) می‌باشد. وی همچنین به دلیل کارگردانی، تهیه‌کنندگی، نوشتن فیلمنامه، بازیگری و آهنگسازی موسیقی فیلم هنری جان‌سخت در سال ۲۰۱۵ و کارگردانی فیلم هیچ‌کس (۲۰۲۱) مشهور است.

## زندگی شخصی
نایشولر در مسکو متولد شد، پسر یک مادر جراح قومی روسی و یک پدر تاجر یهودی اما از هفت تا چهارده سالگی با مادرش در لندن زندگی می‌کرد. پس از آن، آنها به روسیه بازگشتند.
وی در دانشکده هنر تیش تحصیل کرد، اما پس از مدت کوتاهی آنجا را ترک کرد، زیرا برای او «بی فایده» بود. با این حال او با فیلم سازان مختلفی ملاقات کرد که بعداً با برخی از آنها همکاری خواهد کرد.

## آثار کارگردانی
- هنری جان‌سخت (۲۰۱۵)
- هیچ‌کس (۲۰۲۱)
- رئیس‌های دولت (۲۰۲۵)